# ひとこと治宣の千客万来
ひとこと治宣の千客万来（ひとことじせんのせんきゃくばんらい）は2000年4月8日から2007年3月31日まで中国放送（RCCラジオ）で毎週土曜日6:00 - 9:00に放送されていたワイド番組。サラリーマンを対象とした同じ朝の番組の「寺内優のおはようラジオ」とは異なり、シルバー世代を聴取対象とした番組である。

## 放送日時
- 毎週土曜日6:00 - 9:00

## 出演者
- 遠藤治宣（えんどう・はるのぶ）…元RCCスポーツディレクター。退職後はある寺の住職を務めている。
- 水本まゆみ…2004年4月3日より出演。1980〜1990年代に柏村武昭が司会を務める番組のアシスタントやレポーターを務めていたフリータレント。

過去の出演者
- 高山いづみ…2000年4月8日～2004年3月27日出演。

## タイムテーブル
- 6:00 オープニング
- 6:10 今日のスペシャル
- 6:25 備後ばあちゃんじゃんす
  - 備後ばあちゃん - 本名：原田芳子。当時は中国放送の一般職社員（主に福山支社→福山放送局勤務）であったことから、正体非公表の備後地区（県東南部）在住の女性タレントという肩書で出演していた。以前はRCC福山放送局（福山市）制作のラジオ番組でコーナーを持っていた。退職後に、本名と中国放送の社員だったことを公表し、備後弁伝承者として活動している。
- 6:35 治宣の人生万歳
- 6:40 TOTOリモデル 住まいの何でも大事典
- 7:00 ニュース
- 7:04 スポーツレーダー
- 7:09 交通情報
- 7:15 夜うち朝がけリンリン情報
- 7:20 天気予報
- 7:25 元気が一番めざせはつらつライフ
- 7:35 E-navi
- 7:50 交通情報
- 7:55 ニュース
- 8:00 話題のアンテナ 日本全国8時です
- 8:13 ちびっ子バンザイ
- 8:17 （1・3週）ゆったりとっとり旅三昧!/（2・4・5週）中四国わが町自慢
- 8:22 交通情報
- 8:25 天気予報
- 8:30 街角ウォッチング
- 8:45 治宣からのメッセージ
- 8:55 ニュース

## 備考
- 「スポーツレーダー」・「夜うち朝がけリンリン情報」「E-navi」は「おはようラジオ」にもあるコーナーである。よって、この番組は「おはようラジオ」土曜版という解釈も成り立つ（現に「おはようラジオ」が始まった1973年当時は土曜日も放送されていたが、1983年以降は設定されないことが多くなり、1997年からは全く設定されていない）。
- 司会者の名前の読みは上記の通り「えんどう・はるのぶ」であるが、番組の題名で「治宣」を「はるのぶ」ではなく「じせん」としているのは司会者自身が寺の住職であることに関係があるものと思われる。
- 番組では毎週テーマを決め、聴取者からお便り（電子メールまたはFAX使用）を募っていた。